# 박준상의 모닝팝업
박준상의 모닝팝업은 대한민국의 방송국 대구CBS의 라디오 채널 대구CBS 음악FM (97.1MHz)에서 매일 오전 11시부터 낮 12시까지 방송되는 팝 음악 전문 라디오 프로그램이다.

## 같이 보기
- CBS 음악FM
- 대구CBS 음악FM
- 최강희의 영화음악